# Lake Kununurra
Lake Kununurra är en sjö i Australien. Den ligger i delstaten Western Australia, omkring 2 200 kilometer nordost om delstatshuvudstaden Perth. Lake Kununurra ligger 42 meter över havet. Arean är 3,3 kvadratkilometer. Den sträcker sig 7,3 kilometer i nord-sydlig riktning, och 2,0 kilometer i öst-västlig riktning.
Följande samhällen ligger vid Lake Kununurra:
- Kununurra (5 679 invånare)

Omgivningarna runt Lake Kununurra är huvudsakligen savann. Trakten runt Lake Kununurra är nära nog obefolkad, med mindre än två invånare per kvadratkilometer. Genomsnittlig årsnederbörd är 1 136 millimeter. Den regnigaste månaden är februari, med i genomsnitt 283 mm nederbörd, och den torraste är augusti, med 1 mm nederbörd.